# Renan Ferreirinha
Renan Ferreirinha Carneiro (São Gonçalo, 23 de outubro de 1993) é um economista e político brasileiro, filiado ao Partido Social Democrático (PSD). Atualmente é Secretário Municipal de Educação do Rio de Janeiro.
Em 2014, com outros amigos, escreveu e lançou o Manifesto Mapa do Buraco: um manifesto suprapartidário que apontou os principais buracos e gargalos da educação brasileira e identificou casos nacionais de sucesso, como Sobral e Foz do Iguaçu.
Nas eleições de 2018, foi candidato a deputado estadual pelo PSB e foi eleito com 24.854 votos. Ferreirinha é co-fundador dos movimentos Mapa Educação e Acredito. Em 2022, filiou-se ao PSD e concorreu a deputado federal nas eleições de 2022, deixando a Secretaria de Educação para isso. Recebeu 40.540 votos, não sendo eleito e tornando-se segundo suplente do partido. Após o pleito, voltou ao posto de Secretário de Educação do Rio de Janeiro.